# Rio Agriș (Arieș)
O Rio Agriş é um rio da Romênia afluente do rio Iara, localizado no distrito de Cluj.